# Dietmar Mögenburg
Dietmar Mögenburg (ur. 15 sierpnia 1961 w Leverkusen) – zachodnioniemiecki lekkoatleta skoczek wzwyż, mistrz olimpijski z Los Angeles.

## Przebieg kariery
Był razem z Carlo Thränhardtem najbardziej znanym zachodnioniemieckim skoczkiem wzwyż w latach 80. Rozpoczął międzynarodową karierę wygrywając mistrzostwa Europy juniorów w 1979 w Bydgoszczy. 16 maja 1980 w Rehlingen-Siersburg wyrównał wynikiem 2,35 m rekord świata Jacka Wszoły ustanowiony dzień wcześniej. Zajął trzecie miejsce w zawodach Olympic Boycott Games 1980 w Filadelfii.
Został złotym medalistą mistrzostw Europy w 1982 w Atenach. Na pierwszych mistrzostwach świata w 1983 w Helsinkach zajął 4. miejsce.
Zwyciężył podczas igrzysk olimpijskich w 1984 w Los Angeles. Zajął 4. miejsce na mistrzostwach Europy w 1986 w Stuttgarcie oraz na mistrzostwach świata w 1987 w Rzymie. Na igrzyskach olimpijskich w 1988 w Seulu był szósty, a na mistrzostwach Europy w 1986 w Splicie zajął ponownie 4. miejsce. Na swych trzecich igrzyskach olimpijskich w 1992 w Barcelonie nie zakwalifikował się do finału.
Mögenburg odnosił wiele sukcesów w zawodach halowych. Był srebrnym medalistą halowych mistrzostw świata w 1989 Budapeszcie, pięciokrotnym złotym medalistą halowych mistrzostw Europy (1980, 1982, 1984, 1986, 1989), srebrnym (1988) i brązowym (1981, 1990) medalistą HME.
Zdobył mistrzostwo RFN na otwartym stadionie w 1980, 1981, 1982, 1983, 1984, 1985, 1987, 1988, 1989 i 1990 oraz w hali w 1979, 1980, 1981, 1984 i 1989.
Jego syn – Jonas i córka – Katarina także uprawiają lekkoatletykę, reprezentują barwy Norwegii.

## Rekordy życiowe
źródło:
- skok wzwyż
  - stadion – 2,36 m (Eberstadt, 10 czerwca 1984)
  - hala – 2,39 m (Köln, 24 lutego 1985)